# اریک یازت
اریک یازت (انگلیسی: Erik Jazet؛ زادهٔ ۱۹ ژوئیهٔ ۱۹۷۱) بازیکن هاکی روی چمن اهل هلند بود.